# SOKO Potsdam/Episodenliste

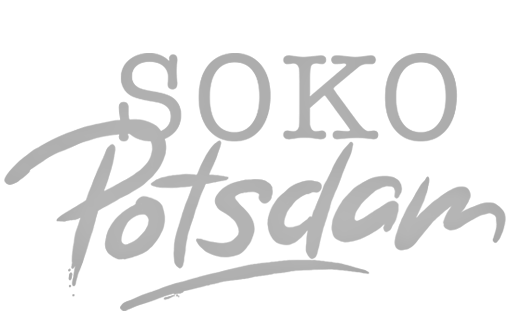
Logo zur Serie

Diese Episodenliste enthält alle Episoden der deutschen Kriminalserie SOKO Potsdam, sortiert nach der deutschen Erstausstrahlung. Die Fernsehserie umfasst derzeit insgesamt sieben Staffeln mit 78 Episoden.

## Übersicht
| Staffel | Episodenanzahl | Erstausstrahlung   | Erstausstrahlung  |
| Staffel | Episodenanzahl | Staffelpremiere    | Staffelfinale     |
| ------- | -------------- | ------------------ | ----------------- |
| 1       | 6              | 24. September 2018 | 29. Oktober 2018  |
| 2       | 10             | 23. September 2019 | 25. November 2019 |
| 3       | 13             | 4. Januar 2021     | 29. März 2021     |
| 4       | 13             | 20. September 2021 | 13. Dezember 2021 |
| 5       | 12             | 19. September 2022 | 19. Dezember 2022 |
| 6       | 12             | 2. Oktober 2023    | 18. Dezember 2023 |
| 7       | 12             | 13. Januar 2025    | 7. April 2025     |

## Staffel 1
| Nr. (ges.) | Nr. (St.) | Originaltitel         | Erstausstrahlung D | Regie          |
| --- | --------- | --------------------- | ------------------ | -------------- |
| 1 | 1         | Saubere Geschäfte     | 24. Sep. 2018      | Stefan Bühling |
| Gastdarsteller: Simon Böer als Ingo Lebert, Inka Löwendorf als Dorothee Feser, Anna Schimrigk als Anja Wendt, Dirk Martens als Peter Wendt, Adam Bousdoukos als Vojtech Drulak |           |                       |                    |                |
| 2 | 2         | Ein dienstbarer Geist | 1. Okt. 2018       | Stefan Bühling |
| Gastdarsteller: Pegah Ferydoni als Idil Dogan, Naomi Krauss als Eva Dinter, Kai Scheve als Rolf Dinter, Patrick Kalupa als René Treskow, Johann Jürgens als Lars Ruhland, Jörn Hentschel als Peter Berling, Mark Senf als Marius                                                      |           |                       |                    |                |
| 3 | 3         | Kalte Fische          | 8. Okt. 2018       | Stefan Bühling |
| Gastdarsteller: Anja Antonowicz als Tina Malchow, Ulrich Brandhoff als Alexander Wille, Oliver Bröcker als Frank Hausmann, Johann Jürgens als Lars Ruhland, Nadine Wrietz als Marlies Feine, Paul Busche als Johannes Meyer, Bill Becker als René Eichstädt                           |           |                       |                    |                |
| 4 | 4         | Falsches Spiel        | 15. Okt. 2018      | Isabel Braak   |
| Gastdarsteller: Tijan Marei als Mira Tomeczek, Catherine Bode als Jana Petrova, Tatjana Clasing als Wirtin Uschi, Tim Wilde als Klaus Rommert, Zsá Zsá Inci Bürkle als Tanja Bell, Timmi Trinks als Jonas Dahl, Alexander Becht als Torben Veith, Daniils Trefilovs als Kevin Rommert |           |                       |                    |                |
| 5 | 5         | Ein schwerer Fehler   | 22. Okt. 2018      | Isabel Braak   |
| Gastdarsteller: Andreas Nickl als Dr. Görland, Susanne Szell als Ulla Butzko, Beate Prahl als Luise Sellbeck, Isabell Gerschke als Sylvia Konoppke, Ivan Shvedoff als Dr. Vitali Navin                                                                                                |           |                       |                    |                |
| 6 | 6         | Das Geständnis        | 29. Okt. 2018      | Isabel Braak   |
| Gastdarsteller: Andreas Hoppe als Sven Polauke, Johanna Ingelfinger als Britta Wagensommer, Mash Tokareva als Anja Drewske, Moritz Leu als Marco Leibach, Tom Lass als Beamter Oscar                                                                                                  |           |                       |                    |                |

## Staffel 2
| Nr. (ges.) | Nr. (St.) | Originaltitel                   | Erstausstrahlung D | Regie                  |
| --- | --------- | ------------------------------- | ------------------ | ---------------------- |
| 7 | 1         | Eine verhängnisvolle Affäre     | 23. Sep. 2019      | Felix Ahrens           |
| Gastdarsteller: Ralf Richter als Boris „Strahli“ Strahlkowski, Dieter Landuris als Harald Kunath, Jörn Knebel als JVA-Direktor Willke, Luise Schnittert als Nadja Steiner, Christopher Fliether als Stefan Gröber, Regine Hentschel als Wirtin Inge, Karina Plachetka als Claudia Willke |           |                                 |                    |                        |
| 8 | 2         | Nervenkitzel                    | 30. Sep. 2019      | Felix Ahrens           |
| Gastdarsteller: Amelie Kiefer als Vivian Feige, Max Woelky als Philipp Metz, Paul Boche als Ronny Pöschl, Philipp Baltus als Gero Pöschl, Nicola Kott als Polizist vor Juwelier |           |                                 |                    |                        |
| 9 | 3         | Familienschande                 | 7. Okt. 2019       | Felix Ahrens           |
| Gastdarsteller: Thomas Limpinsel als Christoph Westerman, Maximilian Klas als Finn Tebbe, Karl Schaper als Dennis Schulze, Lea Zoë Voss als Rosa Siebold |           |                                 |                    |                        |
| 10 | 4         | Der Container                   | 14. Okt. 2019      | Felix Ahrens           |
| Gastdarsteller: Hildegard Schroedter als Inge Fechner, Paula Kroh als Nina Jung, Leonard Kurz als Benno Fechner, Sebastian Stielke als Matthias Lang, Sascha Weingarten als Mirko Meinhard, Friederike Frerichs als Pilgower Nachbarin |           |                                 |                    |                        |
| 11 | 5         | Selbstmordbaum                  | 21. Okt. 2019      | Lea Becker             |
| Gastdarsteller: Rainer Sellien als Hanno Preetz, Deborah Kaufmann als Regine Freundlich, Laurids Schürmann als Jojo Freundlich, Joy Maria Bai als Bente Kern, Ben Engel als Notarzt, Sönke Schnitzer als Robert Pohlmann, Nick Leander Holaschke als Leon Pohlmann |           |                                 |                    |                        |
| 12 | 6         | Fluch der guten Tat             | 28. Okt. 2019      | Lea Becker             |
| Gastdarsteller: Samia Chancrin als Jule Nikolai, Christian Beermann als Andy, Leonard Carow als Meik Schmittke, Kristin Suckow als Lydia Lersch, Luisa-Céline Gaffron als Jennifer Sareike, Sönke Schnitzer als Robert Pohlmann, Nick Leander Holaschke als Leon Pohlmann, Andreas Anke als Torsten Hildebrandt, Sandrine Mittelstädt als Evelyn Hildebrandt |           |                                 |                    |                        |
| 13 | 7         | Ermittlungen im Dreivierteltakt | 4. Nov. 2019       | Lea Becker             |
| Gastdarsteller: Leonie Parusel als Alexandra Meyer-Rehm, Daniel Aichinger als Lukas Meyer, Christian Wewerka als Walter Linz, Anna Stieblich als Renate Linz, Sönke Möhring als Jan Knorr, Malina Harbort als Mila Knorr, Adolfo Assor als Tänzer August, Uwe Karpa als Tänzer Erwin, Sönke Schnitzer als Robert Pohlmann, Nick Leander Holaschke als Leon Pohlmann, Kristin Suckow als Lydia Lersch, Dieter Landuris als Harald Kunath, Henry Horn als Max Henschel |           |                                 |                    |                        |
| 14 | 8         | Robin Hoods                     | 11. Nov. 2019      | Marcel-Kyrill Gardelli |
| Gastdarsteller: Alexander Hörbe als Bernd Belzig, Anja Karmanski als Beate Belzig, Le-Thanh Ho als Daeng, Jan Liem als Nam, Florian Thunemann als Guido von Kammerstein, Li Yuan als Chay Höller, Thao Vu als Khao, Sönke Schnitzer als Robert Pohlmann, Nick Leander Holaschke als Leon Pohlmann, Kristin Suckow als Lydia Lersch |           |                                 |                    |                        |
| 15 | 9         | Ein bedrohtes Paradies          | 18. Nov. 2019      | Marcel-Kyrill Gardelli |
| Gastdarsteller: Christian Näthe als Richard Klepper, Hilke Altefrohne als Leonora Klepper, Ivo Kortlang als Justin Klepper, Jana Klinge als Lisa Reschke, Katrin Ingendoh als Mareike Wendt, René Schwittay als Arno Klepper, Dieter Landuris als Harald Kunath, Kristin Suckow als Lydia Lersch |           |                                 |                    |                        |
| 16 | 10        | Verlorene Söhne                 | 25. Nov. 2019      | Marcel-Kyrill Gardelli |
| Gastdarsteller: Sönke Schnitzer als Robert Pohlmann, Nick Leander Holaschke als Leon Pohlmann, Henning Peker als Mario Rumpf, Henry Horn als Max Henschel, Regine Zimmermann als Regine Henschel, Tom Böttcher als Milan Fetzner, Toks Körner als Einsatzleiter Bruhns, Andreas Brandt als Pfandflaschensammler, Carolina Thiele als Raffaela, Kristin Suckow als Lydia Lersch                                                                                       |           |                                 |                    |                        |

## Staffel 3
| Nr. (ges.) | Nr. (St.) | Originaltitel       | Erstausstrahlung D | Regie           |
| --- | --------- | ------------------- | ------------------ | --------------- |
| 17 | 1         | Tag X               | 4. Jan. 2021       | Felix Ahrens    |
| Gastdarsteller: Winnie Böwe als Doreen Klimas, Ella Lee als Fiona Klimas, Emil von Schönfels als Yannick Klimas, Úna Lir als Alina Klimas, Gisa Flake als Michaela Dösch, Alessandro Schuster als Juri, Carolina Thiele als Raffaela, Christofer von Beau als Luis Hagemann, Matthias Hörnke als Nachbar Polenz                                                                                                |           |                     |                    |                 |
| 18 | 2         | Tod in der Havel    | 11. Jan. 2021      | Felix Ahrens    |
| Gastdarsteller: Peter Benedict als Friedrich Grimm, Steffen Münster als Gerd Stürmer, Henrike von Kuick als Inga Robb |           |                     |                    |                 |
| 19 | 3         | Taxidriver          | 18. Jan. 2021      | Felix Ahrens    |
| Gastdarsteller: Max Hegewald als Milo Berger, Katinka Auberger als Sandrine Berger, Thomas Lawinky als Hektor Kruse, Haley Louise Jones als Pia Lemke |           |                     |                    |                 |
| 20 | 4         | Mädchen ohne Namen  | 25. Jan. 2021      | Felix Ahrens    |
| Gastdarsteller: Jan Krauter als Joris Lau, Sabine Waibel als Yvonne Griebe, Ceci Chuh als Maja Lutz, Björn Bugri als Bruno Beyer, Anne Alexander Sieder als Erica Beyer, Lilly Gutzeit als Zoe Griebe, Adam Bay als Maik Eggert |           |                     |                    |                 |
| 21 | 5         | Irina               | 1. Feb. 2021       | Lea Becker      |
| Gastdarsteller: Julia Brendler als Ramona Bauernfeind, Ben Bela Böhm als René Gerstenberg, Sophia Schober als Jacqueline Ronczossek, Anton Weil als Joost Fürniß, Kathleen Gallego Zapata als Sabine Wattenberg, Gabriele Völsch als Jutta Specht, Sönke Schnitzer als Robert Pohlmann, Christofer von Beau als Luis Hagemann, Paul Michael Stiehler als Eddi Gehrke, Birge Funke als Dr. Susanne Vojkozi      |           |                     |                    |                 |
| 22 | 6         | Tödliches Rezept    | 8. Feb. 2021       | Lea Becker      |
| Gastdarsteller: Ben Bela Böhm als René Gerstenberg, Mona Pirzad als Anna-Lena Pross, Frederik von Lüttichau als Martin Luger, Hans-Heinrich Hardt als Jakob Luger, Maximilian Held als Tom Kuhn, Esther Esche als Hannah Pohlmann, Christofer von Beau als Luis Hagemann, Gabriele Völsch als Jutta Specht |           |                     |                    |                 |
| 23 | 7         | Flug in den Tod     | 15. Feb. 2021      | Lea Becker      |
| Gastdarsteller: Thomas Arnold als Florian Luckow, Alma Leiberg als Jana Franke, Katja Brenner als Annika Franke, Jule Hermann als Nicola Franke, Hans Jürgen Alf als Uwe Niemzok, Rosa Henriette Löwe als Coco Franke |           |                     |                    |                 |
| 24 | 8         | Mutterliebe         | 22. Feb. 2021      | Ester Amrami    |
| Gastdarsteller: Matthias Wackrow als Marcel Zielinski, Beat Marti als Karl Nowak, Emilia Eidt als Fine Nowak, Leonie Rainer als Milana Breuer, Björn von der Wellen als Paul Schönemann, Christofer von Beau als Luis Hagemann, Leván Wollny als Leon Pohlmann |           |                     |                    |                 |
| 25 | 9         | Du bist schuld      | 1. März 2021       | Ester Amrami    |
| Gastdarsteller: Matthias Wackrow als Marcel Zielinski, Monika Oschek als Tamara Plensky, Julischka Eichel als Esther Bruns, Patrick von Blume als Kai Markowski, Bastian von Bömches als Justin Fürneisen, Lasse Myhr als Tim Keller, Sönke Schnitzer als Robert Pohlmann, Esther Esche als Hannah Pohlmann, Leván Wollny als Leon Pohlmann                                                                    |           |                     |                    |                 |
| 26 | 10        | Verlust             | 8. März 2021       | Ester Amrami    |
| Gastdarsteller: Matthias Wackrow als Marcel Zielinski, Max Hopp als Stefan Cornelius, Michael Rotschopf als Dr. Michael Tietze, Maximilian Hildebrandt als Timo Wohlert, Marie Rönnebeck als Sandra Tietze, Johannes Geller als Marvin Naumann, Adrian Julius Tillmann als Philip Cornelius, Sönke Schnitzer als Robert Pohlmann, Christofer von Beau als Luis Hagemann                                        |           |                     |                    |                 |
| 27 | 11        | Falsche Scham       | 15. März 2021      | Simon Ostermann |
| Gastdarsteller: Matthias Wackrow als Marcel Zielinski, Lisa Marie Janke als Charlotte Littauer, Jacob Keller als Nils Wehlheim, Mascha Schrader als Svea Littauer, Jörg Bundschuh als Rolf Erich Versicke, Mirco Kreibich als Tobias „Tippi“ Gladrow, Sönke Schnitzer als Robert Pohlmann, Christofer von Beau als Luis Hagemann, Esther Esche als Hannah Pohlmann, Regine Zimmermann als Regine Henschel      |           |                     |                    |                 |
| 28 | 12        | Hass ist mein Hobby | 22. März 2021      | Simon Ostermann |
| Gastdarsteller: Matthias Wackrow als Marcel Zielinski, Sofie Eifertinger als Anastasia Seidel, Paula Hartmann als Cleo Pieper, Marco Wittorf als Falk Seidel, Tanju Bilir als Danilo Voss, Alexander Schuster als Elias Trenker, Christofer von Beau als Luis Hagemann, Dieter Landuris als Harald Kunath, Esther Esche als Hannah Pohlmann, Regine Zimmermann als Regine Henschel                             |           |                     |                    |                 |
| 29 | 13        | Küsse in St. Tropez | 29. März 2021      | Simon Ostermann |
| Gastdarsteller: Matthias Wackrow als Marcel Zielinski, Bea Brocks als Leonie Busch, Christian Koerner als Bruno Esche, Darja Mahotkin als Lotte Broich, Kai Lentrodt als Anselm Günther, Carina Wiese als Carola Butz, Silvina Buchbauer als Olga Jankowski, Sönke Schnitzer als Robert Pohlmann, Dieter Landuris als Harald Kunath, Esther Esche als Hannah Pohlmann, Olivia Papoli-Barawati als Aylin Peters |           |                     |                    |                 |

## Staffel 4
| Nr. (ges.) | Nr. (St.) | Originaltitel         | Erstausstrahlung D | Regie                            |
| --- | --------- | --------------------- | ------------------ | -------------------------------- |
| 30 | 1         | Wenn es dunkel wird   | 20. Sep. 2021      | Philipp Eichholtz                |
| Gastdarsteller: Gabriele Völsch als Jutta Specht, Martina Schöne-Radunski als Fanny Grewe, Christian Ehrich als Niko Grewe, Taneshia Abt als Marie Lehmann, Timo Jacobs als Axel Dolling |           |                       |                    |                                  |
| 31 | 2         | Rich Kids             | 27. Sep. 2021      | Philipp Eichholtz                |
| Gastdarsteller: Gabriele Völsch als Jutta Specht, Bernhard Conrad als Viktor Hollmann, Victoria Schulz als Melina Satori, Emil Belton als Jonathan Sobottka, Jack Owen Berglund als Remo Sobottka, Sebastian Fräsdorf als Dennis Satori |           |                       |                    |                                  |
| 32 | 3         | Zu deinem Schutz      | 4. Okt. 2021       | Philipp Eichholtz                |
| Gastdarsteller: Gabriele Völsch als Jutta Specht, Christofer von Beau als Luis Hagemann, Stella Hilb als Carola Blum, Jörg Kunze als Patrick Harms, Heiko Pinkowski als Elmar Fiedler, Anna König als Dr. Daniela Lorenz, Rosa Wirtz als Emilia Blum                                                                                             |           |                       |                    |                                  |
| 33 | 4         | Bittersüßer Tod       | 11. Okt. 2021      | Philipp Eichholtz                |
| Gastdarsteller: Gabriele Völsch als Jutta Specht, Amelie Plaas-Link als Xenia Otten, Sogol Faghani als Emma Paulsen, Frederik F. Günther als Simon Faber, Axel Ranisch als Martin Sander, Dominik Maringer als Dominik Steinbeck, Volker Herold als Klaus Engel                                                                                  |           |                       |                    |                                  |
| 34 | 5         | Feierabend            | 18. Okt. 2021      | Constanze Knoche                 |
| Gastdarsteller: Sonsee Neu als Simone Konsalek, Frederik Schmid als Felix Grössin, Daniel Noël Fleischmann als Robin Voigt, Doğuhan Kabadayı als Mohamad „Momo“ Ajan |           |                       |                    |                                  |
| 35 | 6         | Vom Himmel gefallen   | 25. Okt. 2021      | Wiebke Jaspersen, Julius Grützke |
| Gastdarsteller: Gabriele Völsch als Jutta Specht, Susanne Szell als Tanja Böttcher, Lena Kalisch als Sylvie Böttcher, Jörg Witte als Andreas Böttcher, Anton Fatoni Schneider als Falk Liepelt, Effi Rabsilber als Stefanie Gennaro |           |                       |                    |                                  |
| 36 | 7         | Die Kandidatin        | 1. Nov. 2021       | Stefan Rogall                    |
| Gastdarsteller: Muriel Wimmer als Maja Gedicke, Sithembile Menck als Isabel Arnold, Eugen Knecht als Frank Ollendorf, Guido Lambrecht als Holger Wanischky, Franziska Endres als Mareike Fichtel |           |                       |                    |                                  |
| 37 | 8         | Ich weiß, wer du bist | 8. Nov. 2021       | Aaron Arens                      |
| Gastdarsteller: Susanna Simon als Julia Meschgang, Thomas Dannemann als Roland Flieger, Rony Herman als Ibo Barany, Maya Henselek als Wanda Lohse |           |                       |                    |                                  |
| 38 | 9         | Odas Geheimnis        | 15. Nov. 2021      | Aaron Arens                      |
| Gastdarsteller: Gabriele Völsch als Jutta Specht, Teresa Harder als Sabine Ritter, Berit Vander als Mimi Jahnke, Manuel Santos Gelke als Julian Jahnke, Roland Bonjour als Oliver Kottke, Erol Afşin als Chris Hellwig |           |                       |                    |                                  |
| 39 | 10        | Alte Freunde          | 22. Nov. 2021      | Aaron Arens                      |
| Gastdarsteller: Sabine Vitua als Cecilie von Aschenbach, Karen Dahmen als Jo Krielow, David Bredin als Harry Funk, Sabine Winterfeldt als Mona Fabeck, Miri Sommer als Rosa Krielow |           |                       |                    |                                  |
| 40 | 11        | Leben lassen          | 29. Nov. 2021      | Janosch Chávez-Kreft             |
| Gastdarsteller: Katia Fellin als Mira Beckmann, Moritz Heidelbach als Felix Perlinger, Jonas Sippel als Paul Beckmann, Maximilian Pekrul als Damian Schulte, Inga Dietrich als Henriette Kaufmann |           |                       |                    |                                  |
| 41 | 12        | Mord in g-Moll        | 6. Dez. 2021       | Janosch Chávez-Kreft             |
| Gastdarsteller: Michaela Caspar als Heike Haase, Nico Ehrenteit als Mario Gabler, Aysha Joy Samuel als Abena Antwi, Elisabeth Degen als Dagmar Freund, Stephan Baumecker als Andreas Plauer |           |                       |                    |                                  |
| 42 | 13        | Smoke on the water    | 13. Dez. 2021      | Janosch Chávez-Kreft             |
| Gastdarsteller: Amelie Hennig als Nelly Schuber, Suzan Anbeh als Silke Schuber, Sami Nasser als Mahan Asmani, Paul Lux als Marvin Klewe, Philipp Boos als Kai Wiesner, Moritz Vierboom als Axel Bosch, Bärbel Schwarz als Frau Jaskowiak, Simon Maria Kubiena als Toni Klein, Richard Kropf als Boris Kuhlik, Justyna Pawlicka als Bozena Asmani |           |                       |                    |                                  |

## Staffel 5
| Nr. (ges.) | Nr. (St.) | Originaltitel                   | Erstausstrahlung D | Regie              |
| --- | --------- | ------------------------------- | ------------------ | ------------------ |
| 43 | 1         | Fremder Vertrauter              | 19. Sep. 2022      | Aaron Arens        |
| Gastdarsteller: Jean-Luc Caputo als Tim Demandt, Katrin Pollitt als Eva Demandt, Guido Renner als Stefan Demandt, Fine Sendel als Anna Demandt, Jan Kress als Tibor Rupp, Simona Theoharova als Sylvia Plewka                                                              |           |                                 |                    |                    |
| 44 | 2         | Raumwunder                      | 26. Sep. 2022      | Aaron Arens        |
| Gastdarsteller: Gabriele Völsch als Jutta Specht, Katharina Behrens als Simone Stutz, Ursula Renneke als Barbara Wörl, Jeremy Mockridge als Max Stockmann, Wolfgang Michael als Martin Mischke                                                                             |           |                                 |                    |                    |
| 45 | 3         | Tödlicher Sonnenschein          | 3. Okt. 2022       | Aaron Arens        |
| Gastdarsteller: Anna Blomeier als Claire Hoffmann, Moritz Grove als Jannik Frisch, Isabell Polak als Yvonne Heller, Friderikke-Maria Hörbe als Franziska Wörner, Caprice Crawford als Esther Schwidersky, Martin Bretschneider als Frank Heller                            |           |                                 |                    |                    |
| 46 | 4         | Mensch und Maschine             | 10. Okt. 2022      | Max Hegewald       |
| Gastdarsteller: Rana Farahani als Kim Grunow, Vidina Popov als Daniela Todorova, Alexander Finkenwirth als Sebastian Kühn, Lutz Blochberger als Helge Meissner |           |                                 |                    |                    |
| 47 | 5         | Wer einmal lügt                 | 17. Okt. 2022      | Max Hegewald       |
| Gastdarsteller: Thea Rasche als Marina Plenske, Eray von Egilmez als Dr. Baris Esen, Mareike Zwahr als Doreen Henning, Berfin Sönmez als Jessica Esen, Helena Abay als Jana Esen                                                                                           |           |                                 |                    |                    |
| 48 | 6         | Es lebe der Sport               | 24. Okt. 2022      | Max Hegewald       |
| Gastdarsteller: Gabriele Völsch als Jutta Specht, Susanne Häusler als Prof. Dr. Claudia Biehl, Merlin Leonhardt als Marco Stahl, Katja Sallay als Astrid Koch, Sulaika Lindemann als Djamilla                                                                              |           |                                 |                    |                    |
| 49 | 7         | In Therapie                     | 31. Okt. 2022      | Miriam Dehne       |
| Gastdarsteller: Gabriele Völsch als Jutta Specht, Paul Sundheim als Lenny Meurer, Mathilde Bundschuh als Marie Krusche, Jonathan Kwesi Aikins als Joshi Kasik, Katja Weilandt als Laura Ritter, André Lewski als Achim Lange                                               |           |                                 |                    |                    |
| 50 | 8         | Romy und Julian                 | 7. Nov. 2022       | Miriam Dehne       |
| Gastdarsteller: Paul Sundheim als Lenny Meurer, Alessija Lause als Liane Lubitz, Mike Hoffmann als Theodor Lubitz, Malik Blumenthal als Adam Schmitt, Greta Bohacek als Romy Lubitz, Marven Gabriel Suarez-Brinkert als Julian Schmitt, Till-Jan Meinen als Keno Sehlmeier |           |                                 |                    |                    |
| 51 | 9         | Das siebte Haus                 | 14. Nov. 2022      | Miriam Dehne       |
| Gastdarsteller: Paul Sundheim als Lenny Meurer, Anna Herrmann als Svenja Busse, Gabrielle Scharnitzky als Priscilla, David Brizzi als Leo Hoffmann, Michael Baral als Stefan Goretzki, Marlen Ulonska als Ulrike Koppler                                                   |           |                                 |                    |                    |
| 52 | 10        | Game over                       | 28. Nov. 2022      | Susan Gordanshekan |
| Gastdarsteller: Lilay Huser als Ela Amari, Adam Bousdoukos als Carlo Papadakis, Tom Gronau als Nino Liebenthron, Gloria Odosi als Maria Weber, Nico Liersch als Arthur von Werner                                                                                          |           |                                 |                    |                    |
| 53 | 11        | Einmal Schlaatz, immer Schlaatz | 12. Dez. 2022      | Susan Gordanshekan |
| Gastdarsteller: Gabriele Völsch als Jutta Specht, Lilay Huser als Ela Amari, Jaëla Probst als Valerie Becker, Zoë Valks als Mona Härtel, Nicholas Reinke als Leonard Roth, Timo Hack als Justin Fromme, Elmar Gutmann als Wilhelm Schneider, Franz Liebig als Eiko Nehring |           |                                 |                    |                    |
| 54 | 12        | Tatütata                        | 19. Dez. 2022      | Susan Gordanshekan |
| Gastdarsteller: Vanida Karun als Veronika Brahms, Hannah Dalmeyer als Katze, Kevin Patzke als Ralf Meister, Aziz Dyab als Rosti, Kai Ivo Baulitz als Hendrik Brahms, Florian Schmidtke als Steve, Rosa Wirtz als Anna Brahms, Pelle Staacken als Benno Brahms              |           |                                 |                    |                    |

## Staffel 6
| Nr. (ges.) | Nr. (St.) | Originaltitel       | Erstausstrahlung D | Regie               |
| --- | --------- | ------------------- | ------------------ | ------------------- |
| 55 | 1         | Kleinod             | 2. Okt. 2023       | Aki Wegner          |
| Gastdarsteller: Ümran Algün als Kira Demir, Ron Helbig als Alex Reinhardt, Jörn Hentschel als Uwe Keupert, Katharina Heyer als Annette Zeisler, Ole Eisfeld als Bruno Zeisler, Susana AbdulMajid als Gülsha Demir, Frederik Götz als Phillip                                                          |           |                     |                    |                     |
| 56 | 2         | Brieselanger Licht  | 9. Okt. 2023       | Aki Wegner          |
| Gastdarsteller: Gabriele Völsch als Jutta Specht, Jan Tsien Beller als Dominik Chang, Anne-Kathrin Gummich als Försterin Spewe, Senita Huskić als Leyla Meining, Sarina Radomski als Geisterjägerin Kate, Ivo Kortlang als Geisterjäger Bo, Frederik Götz als Phillip                                 |           |                     |                    |                     |
| 57 | 3         | Prost               | 16. Okt. 2023      | Aki Wegner          |
| Gastdarsteller: Claudia Geisler-Bading als Milena Kreuzer, Frédéric Brossier als Falk Kreuzer, Christian Maria Goebel als Georg Kreuzer, Anna Bachmann als Liane Kreuzer, Sabrina Ceesay als Jasmin Brandstätter, Jonah Schulze als Theo Kreuzer, Frederik Götz als Philip                            |           |                     |                    |                     |
| 58 | 4         | Enkeltrick          | 23. Okt. 2023      | Josephine Frydetzki |
| Gastdarsteller: Prodromos Antoniadis als Frank Wollny, Siad Mijthab als Halil Fahimi, Thomas Gerber als Thomas Schmidt, Regine Gebhardt als Frau Kohlmann, Armin Dallapiccola als Herr Kohlmann, Lili Zahavi als Alina Lakatus, Marita Michaelis als Elke Schmidt, Jessica McIntyre als Bea Trautmann |           |                     |                    |                     |
| 59 | 5         | Unter Kontrolle     | 30. Okt. 2023      | Josephine Frydetzki |
| Gastdarsteller: Johannes Suhm als Dr. Julian Nolte, Lena Reinhold als Vanessa Nolte, Céline Yildirim als Yara Durmaz, Jan Viethen als Niam Kruger, Baselius Göze als Junis Durmaz, Max Günther als Matteo Nolte, Jessica McIntyre als Bea Trautmann                                                   |           |                     |                    |                     |
| 60 | 6         | Ein Schlag zu viel  | 6. Nov. 2023       | Josephine Frydetzki |
| Gastdarsteller: Fadi Abdel Shafi als Mario Zwicker, Maj-Britt Klenke als Meike Uhlig, Karl Schaper als Ronny Schütze, Susanne Böwe als Renate Zwicker, Jessica McIntyre als Bea Trautmann |           |                     |                    |                     |
| 61 | 7         | Bootstrip           | 13. Nov. 2023      | Artjom Baranov      |
| Gastdarsteller: Camilla Renschke als Lydia Gerlach, Henning Kober als Martin Gerlach, Renée Gerschke als Vicky Gerlach, Henry Morales als Daniel Delgado, Gabriele Völsch als Jutta Specht |           |                     |                    |                     |
| 62 | 8         | Hinter der Fassade  | 20. Nov. 2023      | Artjom Baranov      |
| Gastdarsteller: Hadi Khanjanpour als Simon Starke, Eva Maria Sommersberg als Nele Starke, Joshua Grothe als Mark Finkenberg, Angelika Böttiger als Heidi Zechlin, Derya Dilber als Jackie, Robin Lange als Leon, Michael Gerlinger als Martin Raab                                                    |           |                     |                    |                     |
| 63 | 9         | Taxi nach Nirgendwo | 27. Nov. 2023      | Artjom Baranov      |
| Gastdarsteller: Livia Matthes als Stella Ratzke, Jörg Westphal als Ralph Stempel, Kais Setti als Yasin, Lorris Andre Blazejewski als Robert Fischmann, Thilo Herrmann als Pascal Ratzke, Derya Dilber als Jackie                                                                                      |           |                     |                    |                     |
| 64 | 10        | Bauernopfer         | 4. Dez. 2023       | Max Hegewald        |
| Gastdarsteller: Philipp Karner als Evan Stanford, Nadine Dubois als Sanna Brandow, Jana Julia Roth als Camilla Herzberg, Fabian Gerhardt als Torsten Hahn |           |                     |                    |                     |
| 65 | 11        | Matchball           | 11. Dez. 2023      | Max Hegewald        |
| Gastdarsteller: Gabriele Völsch als Jutta Specht, Patricia Meeden als Karolin Rothe / Valentina Scholz, Tayfun Baydar als Saul Schlegel, Amy Benkenstein als Sophie Grigorov, Adam Bay als Alexander Grigorov                                                                                         |           |                     |                    |                     |
| 66 | 12        | Tod frei Haus       | 18. Dez. 2023      | Max Hegewald        |
| Gastdarsteller: Axel Werner als Rainer Wasmund, Dennis Scheuermann als Björn Kalthofen, Tanya Erartsin als Ann-Kathrin Messerschmidt, Emilie Neumeister als Tine Wasmund, Ina Hout als Antonia Hesse                                                                                                  |           |                     |                    |                     |

## Staffel 7
| Nr. (ges.) | Nr. (St.) | Originaltitel          | Erstausstrahlung D | Regie              |
| --- | --------- | ---------------------- | ------------------ | ------------------ |
| 67 | 1         | Bodyguard              | 13. Jan. 2025      | Artjom Baranov     |
| Gastdarsteller: Marc Ben Puch als Dimi Zadig, Bjarne Meisel als Carlo Schmittfeld, Matthi Faust als Andreas Kovic, Tom Baldauf als Rudi Meissner, Julia Franzke als Nele Mohnau, Désirée Nick als Christiane Scheffler                                                               |           |                        |                    |                    |
| 68 | 2         | Lagerkoller            | 27. Jan. 2025      | Artjom Baranov     |
| Gastdarsteller: Marie Rosa Tietjen als Gina Gewitz, Burak Yiğit als Mikael Zoritza, Steffen Münster als Dieter Jünger, Javeh Asefdjah als Özke Sanders |           |                        |                    |                    |
| 69 | 3         | Atemlos                | 3. Feb. 2025       | Artjom Baranov     |
| Gastdarsteller: Jessica McIntyre als Bea Trautmann, Jean Phillipe Kodjo Adabra als Oliver Marquant, Malte Haas als Niklas Schreiber, Jobel Mokonzi als Ellie Marquardt, Leander Lesotho als Luca Marquardt                                                                           |           |                        |                    |                    |
| 70 | 4         | Bombenstimmung         | 10. Feb. 2025      | Helena Herb        |
| Gastdarsteller: Lo Rivera als Melanie Fechner, Jens Atzorn als Daniel Grabowski, Stephanie Petrowitz als Astrid Weber, Tim Wilde als Bono Weber, Merle Staacken als Sarah Weber |           |                        |                    |                    |
| 71 | 5         | Liebe macht blind      | 17. Feb. 2025      | Helena Herb        |
| Gastdarsteller: Paul Jumin Hoffmann als Frederick Hobrecht, Simon Licht als Rolf Hobrecht, Christine Rollar als Leonie Schwackowiak, Anna Böttcher als Frau Schudt, Sabine Waibel als Judith Hellberg, Konstanze Dutzi als Sandra Wuttke                                             |           |                        |                    |                    |
| 72 | 6         | Au-Pair                | 24. Feb. 2025      | Helena Herb        |
| Gastdarsteller: Paul Jumin Hoffmann als Frederick Hobrecht, Krista Birkner als Eva Hobrecht, Simon Licht als Rolf Hobrecht, Daniela Ziegler als Gudrun Borschel, Arndt Schwering-Sohnrey als Milan Borschel, Anastasiia Mazhara als Madlena Mamedova, Maxi Geithner als Laura Woller |           |                        |                    |                    |
| 73 | 7         | Sex sells              | 3. März 2025       | John Delbridge     |
| Gastdarsteller: Doreen Fietz als Tina Zeiler, Richard Manualpillai als Torsten Ott, Arved Friese als Lars Fricke, Vega Fenske als Ricarda Meyer, Ilka Mahrholz als Jill Zeiler |           |                        |                    |                    |
| 74 | 8         | Eure Welt, Unsere Welt | 10. März 2025      | John Delbridge     |
| Gastdarsteller: Lilay Huser als Oma Ela Amari, Hanna Jürgens als Astrid Brandt, Jillian Anthony als Ina Brandt, Christian Schmidt als Ralf Feldmann, Ludwig Senger als Benedikt Feldmann, Piet Levi Busch als Gabriel Brandt                                                         |           |                        |                    |                    |
| 75 | 9         | Unkraut                | 17. März 2025      | John Delbridge     |
| Gastdarsteller: Nadine Wrietz als Jasmin Neumann, Petra Kelling als Rosa Neumann, Paul Faßnacht als Wolfgang Gerstner, Robin Schick als Fabian Liebnitz |           |                        |                    |                    |
| 76 | 10        | Perfect Match          | 24. März 2025      | Chiara Karampataki |
| Gastdarsteller: Jessica McIntyre als Bea Trautmann, Isabel Thierauch als Bella Grabow, Arne-Carlos Böttcher als Emil Trosdorf, Nina Niknafs als Sina Wermuth, Niklas Kohrt als Jasper Kauer                                                                                          |           |                        |                    |                    |
| 77 | 11        | Schöner leben          | 31. März 2025      | Chiara Karampataki |
| Gastdarsteller: Janina Isabell Batoly als Daniela Bach, Maike Jüttendonk als Mavie Nollendorf, Anthony Curtis Kirby als Eddy Adler, Riccardo Campione als Tom Fischer |           |                        |                    |                    |
| 78 | 12        | Kassensturz            | 7. Apr. 2025       | Chiara Karampataki |
| Gastdarsteller: Anne Roemeth als Marie Rossow, Andreas Anke als Helge Gersbeck, Oliver Szerkus als Leon Stoltner, Karl Seibt als Pascal Garrin |           |                        |                    |                    |